# Vadodara Challenger
Il Vadodara Challenger è stato un torneo professionistico di tennis giocato su campi in erba. Faceva parte dell'ATP Challenger Series. Si è giocata una sola edizione, a Vadodara in India.

## Albo d'oro

### Singolare
| Anno | Campione        | Finalista     | Punteggio     |
| ---- | --------------- | ------------- | ------------- |
| 1998 | Peter Tramacchi | Antony Dupuis | 7–6, 6–7, 6–3 |

### Doppio
| Anno | Campioni                          | Finalisti                  | Punteggio |
| ---- | --------------------------------- | -------------------------- | --------- |
| 1998 | Myles Wakefield Wesley Whitehouse | Maks Mirny Peter Tramacchi | 7–6, 7–6  |